# Compuerta tipo segmento
Las compuertas de segmento son muy utilizadas en la cresta de los vertederos de las presas. Antiguamente se movían tiradas por cadenas, mediante dispositivos instalados en los pilares del vertedero. Actualmente son accionadas mediante pistones hidráulicos o pneumáticos.
Algunas compuertas de este tipo disponen, en la parte superior, de una parte abatiente. Esto permite descargar caudales pequeños, liberar el embalse de materiales fluctuantes y llenar la cuenca de disipación del vertedero para mejorar su funcionamiento en las fases iniciales de grandes descargas.